# Wilhelm Schraml
Wilhelm Schraml (ur. 26 czerwca 1935 w Erbendorfie, zm. 8 listopada 2021 w Altötting) – niemiecki duchowny katolicki, biskup Pasawy w latach 2001–2012.

## Życiorys
Święcenia kapłańskie otrzymał 29 czerwca 1961 i został inkardynowany do diecezji ratyzbońskiej. Przez 9 lat pracował w Falkenstein, Kirchenthumbach i w ratyzbońskiej parafii św. Konrada. W 1970 został mianowany wikariuszem parafii katedralnej i wiceprzewodniczącym diecezjalnego oddziału organizacji społecznej Kolpingwerk (rok później wybrano go na jej przewodniczącego). W 1985 został odznaczony Krzyżem Oficerskim Republiki Federalnej Niemiec.

### Episkopat
7 stycznia 1986 został mianowany biskupem pomocniczym diecezji ratyzbońskiej, ze stolicą tytularną Munatiana. Sakry biskupiej udzielił mu 8 marca 1986 bp Manfred Müller, ówczesny ordynariusz Ratyzbony. Jako biskup odpowiadał za dzieła miłosierdzia w diecezji, był także przewodniczącym diecezjalnej Caritas.
13 grudnia 2001 Jan Paweł II mianował go biskupem ordynariuszem diecezji pasawskiej. Ingres odbył się 23 lutego 2002.
1 października 2012 papież Benedykt XVI przyjął jego rezygnację z urzędu złożoną ze względu na wiek.